# Etnolinguistica

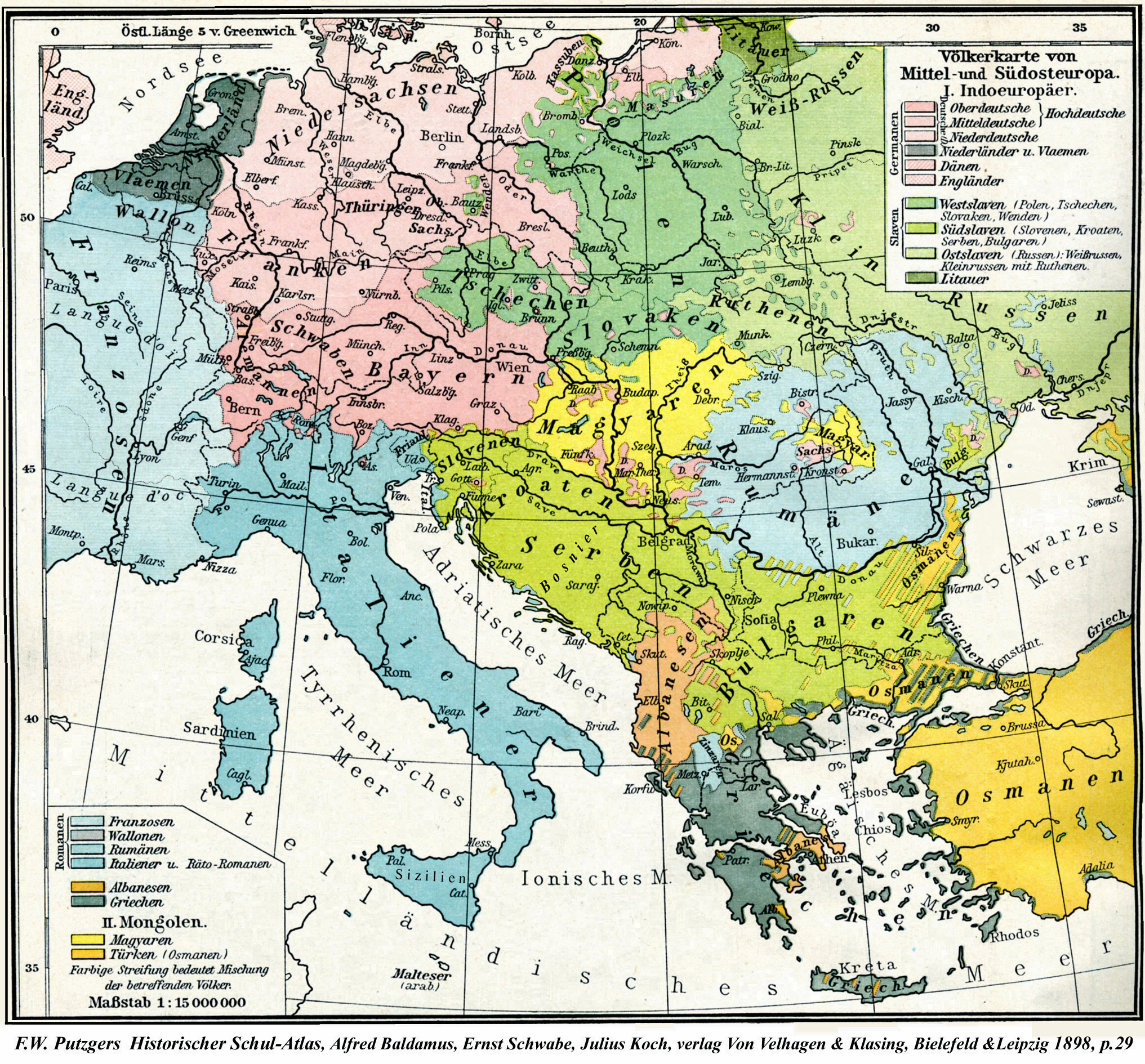
Mappa etnolinguistica dell'Europa centro-orientale nel 1898

L'etnolinguistica o antropologia del linguaggio (denominazione che permette di evitare la difficile scelta tra linguistica antropologica e antropologia linguistica) è, secondo Dell Hymes, "lo studio del parlare e della lingua nel contesto antropologico". Anche se è sorta dalla fusione delle tematiche di linguistica ed antropologia, negli ultimi decenni ha assunto una sua identità individuale.
L'etnolinguistica è frequentemente associata ai gruppi di minoranza linguistica all'interno di una popolazione più estesa, come le lingue dei nativi americani o le lingue degli emigranti. In questi casi l'etno-linguistica studia l'uso di una lingua minoritaria all´interno di un contesto linguistico dominante, per esempio se il gruppo etnico riceve un sostegno statale per mantenere attiva quella lingua. 
Più in generale, l'etnolinguistica studia le relazioni tra lingua e cultura, e il modo in cui diversi gruppi etnici concepiscono il mondo. Un soggetto etno-linguistico ben noto (ma contestato) è la teoria di Whorf-Sapir, che sostiene che la concezione del mondo è limitata da ciò che è possibile descrivere nella propria lingua. 
Gli etnolinguisti studiano il modo in cui la percezione e la concettualizzazione influenzano la lingua, e dimostrano come questo sia collegato con diverse culture e società. Un esempio è il modo in cui l'orientamento nello spazio viene espresso in varie culture (Heine 1997, Tuan 1974). In molte società, le parole per i punti cardinali est e ovest derivano dai termini per tramonto o alba. La nomenclatura per i numeri cardinali dei parlanti eschimesi della Groenlandia, invece, si basa sulle caratteristiche territoriali come un sistema fluviale o la propria posizione sulla costa. In maniera simile, presso gli Irochesi manca il concetto di punto cardinale; ci si orienta in rapporto alla loro caratteristica geografica principale, il fiume Klamath.
Tuttavia alcuni ricercatori linguistici ritengono che non necessariamente l'ambiente influenza la ricchezza lessicale linguistica di un popolo, come Geoffrey Pullum ha fatto nel suo libro The Great Eskimo Vocabulary Hoax (1989). 
I "padri" dell'etnolinguistica sono Franz Boas e Bronisław Malinowski, entrambi antropologi: proprio grazie alla loro formazione hanno intuito l'importanza della lingua come veicolo culturale e le sue peculiarità all'interno della comunità "fàtica". Proprio a causa di questo approccio innovativo le loro teorie furono accolte tiepidamente.